# Football Writers' Association
A Football Writers' Association (FWA) (Associação de Escritores de Futebol) é a associação de jornalistas de futebol da Inglaterra, fundada em 1947.
Todos os anos, a FWA entrega o prêmio Futebolista Inglês do Ano, destinado ao melhor jogador atuando em território inglês, e o prêmio Tributo, destinado ao jogador ou pessoa relacionada ao futebol que tenha feito uma grande contribuição para o jogo. O prêmio principal, o de Futebolista Inglês do Ano, é visto como um dos dois principais prêmios do futebol Inglês, ao lado do entregue pela PFA.